# Bollywood Movie Award/Bester Debütant
Der Bollywood Movie Award Best Male Debut ist eine Kategorie des jährlichen Bollywood Movie Awards für indische Filme in Hindi.
Liste der Preisträger:
| Jahr | Film                           | Schauspieler   |
| ---- | ------------------------------ | -------------- |
| 1999 | Prem Agan                      | Fardeen Khan   |
| 2000 | kein Preis                     | kein Preis     |
| 2001 | Kaho Naa... Pyaar Hai          | Hrithik Roshan |
| 2002 | Mujhe Kuch Kehna Hai           | Tusshar Kapoor |
| 2003 | Company – Das Gesetz der Macht | Vivek Oberoi   |
| 2004 | Jism                           | John Abraham   |
| 2005 | Popcorn Khao Mast Ho Jao       | Akshay Kapoor  |
| 2006 | Hazaaron Khwaishein Aisi       | Shiny Ahuja    |
| 2007 | 36 China Town                  | Upen Patel     |